# Acolasis lobuligera
Coenipeta lobuligera là một loài bướm đêm trong họ Erebidae.